# João Luiz
João Luiz dos Santos (ur. 21 czerwca 1959 w Rio de Janeiro) – piłkarz brazylijski występujący podczas kariery na pozycji środkowego obrońcy.

## Kariera klubowa
Karierę piłkarską João Luiz zaczął w klubie CR Vasco da Gama w 1979. W lidze brazylijskiej zadebiutował 26 marca 1980 w zremisowanym 0-0 meczu z Maranhão São Luís. W latach 1982–1983 występował kolejno w Náutico Recife, Athletico Paranaense i Sporcie Recife.
W latach 1983–1984 po raz drugi występował w Athletico Paranaense. Z Athletico Paranaense dwukrotnie zdobył mistrzostwo stanu Parana – Campeonato Paranaense w 1982 i 1983. W Athletico Paranaense 25 kwietnia 1984 w przegranym 0-2 meczu z Corinthians Paulista wystąpił po raz ostatni w lidze. Ogółem w latach 1980–1984 w lidze brazylijskiej João Luiz rozegrał 33 spotkania, w których strzelił 2 bramki.

## Kariera reprezentacyjna
João Luiz występował w olimpijskiej reprezentacji Brazylii. W 1979 uczestniczył w Igrzyskach Panamerykańskich, na których Brazylia zdobyła złoty medal. Na turnieju w San Juan był rezerwowym i nie wystąpił w żadnym meczu.